# Trine Andersen (forfatter)
 For alternative betydninger, se Trine Andersen. (Se også artikler, som begynder med Trine Andersen)
Trine Andersen (født 1969 i Sønder Nissum) er en dansk forfatter.
Trine Andersen debuterede i 1995 med novellesamlingen Hotel Malheureux som hun modtog BogForums Debutantpris for. Hun har desuden udgivet romanen Kompleks (1998), digtsamlingen Den nye verden (2001), romanen Elinor Marks fulde fem (2003), novellesamlingen Anden kønslig omgang (2005), børnebogen Sprint (2005) samt digtsamlingen På den anden side (2008). I 2011 udkom novellesamlingen Det ved vi ikke endnu, som samme år blev præmieret af Statens Kunstråd.
Og i 2015 udgav hun romanen Den røde jord i Mzuzu.
Trine Andersen er uddannet cand.phil. i litteraturvidenskab fra Syddansk Universitet 1996 og modtog Statens Kunstfonds 3-årige arbejdslegat i 2008.
Trine Andersen har derudover modtaget Drassows legat (2017) og Autorernes Hæderspris (2012). I 2016 modtog hun et Literary Arts Residency fra Rockefeller Foundation og boede i den forbindelse en måned på fondets center i Bellagio, Italien.
Hun bor i dag i Farum.

## Ekstern henvisning
- Trine Andersen på Internet Movie Database (engelsk)
- Trine Andersen på Filmdatabasen
- Trine Andersens hjemmeside
- Video af oplæsning fra samlingen "Det Ved Vi Ikke Endnu"
- Trine Andersen på Forfatterweb.dk